# الکساندرا برکنریج
الکساندرا برکنریج (انگلیسی: Alexandra Breckenridge؛ زادهٔ ۱۵ مهٔ ۱۹۸۲) یک هنرپیشه، و عکاس اهل ایالات متحده آمریکا است. وی از سال ۱۹۹۸ میلادی تاکنون مشغول فعالیت بوده‌است.
از فیلم‌ها یا برنامه‌های تلویزیونی که وی در آن نقش داشته است می‌توان به این دختر همان مرد است و اورنج کانتی، مردگان متحرک (فصل۵) اشاره کرد.

## زندگی کودکی
برکنریج در بریجپورت، کنتیکت متولد شده است او تا ۱۰ سالگی در دارین کونیتیکت زندگی می‌کرد تا زمانی که او و مادرش به لس‌آنجلس، آن جا را ترک کردند. یک سال بعد آن‌ها به میل ولی، کالیفرنیا نقل مکان کردند. در سن ۱۳ سالگی برکنریج به هنرهای بازیگری، عکاسی و خوانندگی علاقه‌مند شد و در سن ۱۵ سالگی او و مادرش دوباره به لس آنجلس بازگشتند تا برکنریج حرفهٔ بازیگری را دنبال کند. او خواهرزاده بازیگر آمریکایی مایکل وترلی می‌باشد.

## زندگی شخصی
در سپتامبر ۲۰۱۵، برکنریج، با یک گیتاریست به نام، کیسی هوپر، ازدواج کرد و در ۳ سپتامبر ۲۰۱۶، آن‌ دو، صاحب یک پسر به نام جک شدند.